# Dawn of the Dead (2004)
Dawn of the Dead är en amerikansk skräckfilm från 2004 i regi av Zack Snyder, med Sarah Polley, Ving Rhames, Jake Weber och Mekhi Phifer i rollerna. Filmen är en nyinspelning av George A. Romeros film med samma namn från 1978. 

## Handling
Filmen handlar om en zombieapokalyps där de levande döda vandrar på jorden. En grupp människor söker i filmen gemensamt skydd på ett köpcentrum för att försöka överleva.

## Rollista
| Sarah Polley   | – Ana     |
| Ving Rhames    | – Kenneth |
| Jake Weber     | – Michael |
| Mekhi Phifer   | – Andre   |
| Ty Burrell     | – Steve   |
| Michael Kelly  | – CJ      |
| Kevin Zegers   | – Terry   |
| Michael Barry  | – Bart    |
| Lindy Booth    | – Nicole  |
| Jayne Eastwood | – Norma   |
| Boyd Banks     | – Tucker  |
| Inna Korobkina | – Luda    |
| R.D. Reid      | – Glen    |
| Kim Poirier    | – Monica  |
| Matt Frewer    | – Frank   |

## Musik
- The Man Comes Around - Johnny Cash, spelas under förtexterna över ett montage av zombies som tar över världen.
- The Hangman's Song - Tyler Bates, spelas innan de överlevande försöker fly.
- People Who Died - The Jim Carroll Band, spelas över eftertexterna.